# Un universo tutto per noi
Un universo tutto per noi (A Private Cosmos) è un romanzo di fantascientifico del 1969 scritto da Philip José Farmer. È il terzo libro del Ciclo dei fabbricanti di universi.
È stato pubblicato in italiano al numero 15 della serie Cosmo. Collana di Fantascienza..
È stato pubblicato in italiano al numero 103 della serie Galassia.
È stato pubblicato in italiano al numero 7 della serie Bigalassia.

## Trama
Jadawin e sua moglie sono scomparsi, lasciando il mondo dei livelli in mano a Kickaha. Improvvisamente quest'ultimo viene assalito dai cavalieri del livello di Drachelandia mentre si trova sul livello di Amerindia. Dopo una lunga fuga, scopre che i "Signori", avevano creato mille anni prima, delle macchine in grado di assorbire la mente di un umano e impiantarla in un altro corpo. Queste macchine chiamate "Campane Nere", avevano preso le sembianze di alcuni cavalieri umani per poter prendere il potere sull'universo. Dopo una lunga ed estenuante lotta, Kickaha diviene da preda a cacciatore, riuscendo a sterminare tutte le Campane, meno una riuscita a fuggire sulla Terra.

## Edizioni
- Philip José Farmer, Fabbricanti di universi, collana Cosmo Oro n° 15, Editrice Nord, 1974,  p. 648, ISBN 88-429-0312-4. (Il volume comprende i primi 4 romanzi del ciclo)